# Úněticekulturen

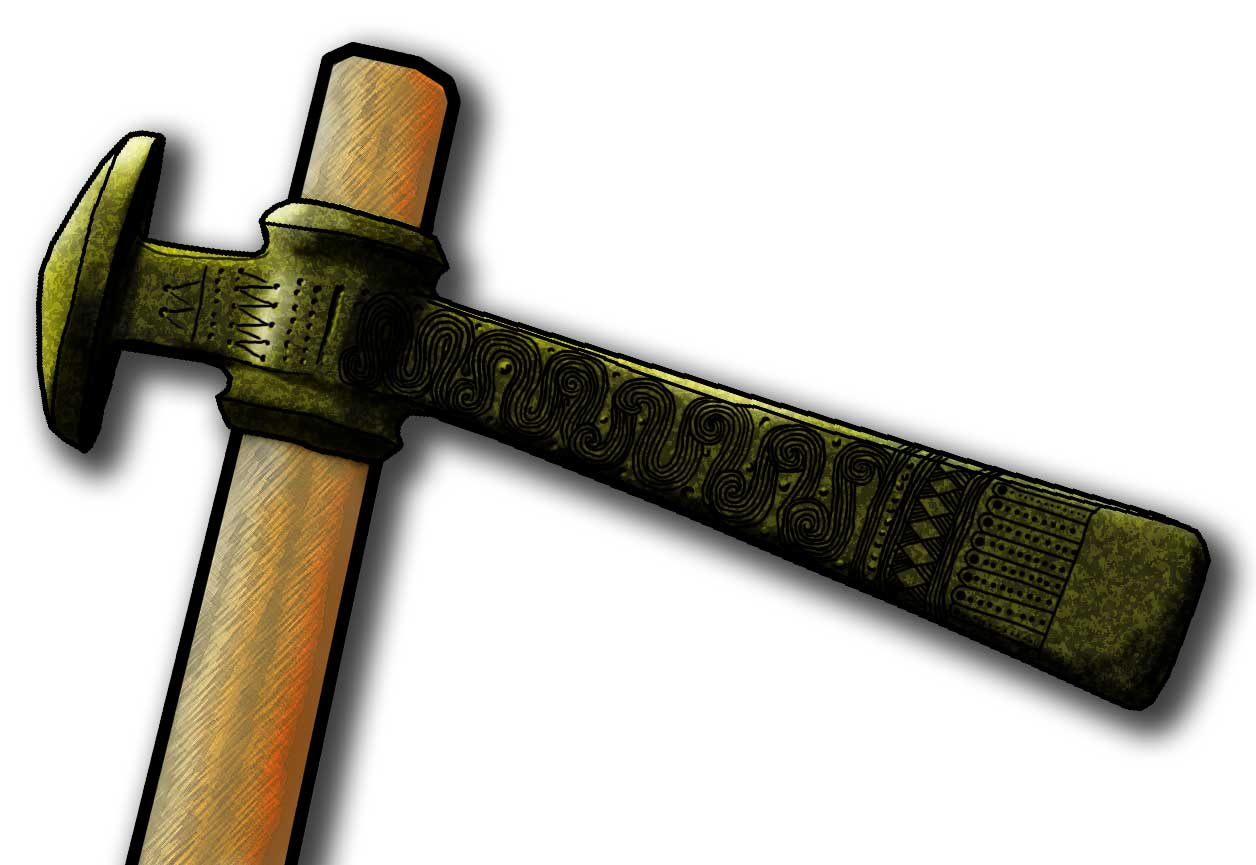
Yxa från Úněticekulturen

Úněticekulturen är en av de tidigaste bronsålderskulturena i Centraleuropa, dateras till omkring 2400–1800 f.Kr. Kulturen är uppkallad efter ett gravfält i Tjeckien. Úněticekulturen var huvudsakligen utbredd i Mähren och Böhmen i Tjeckien och angränsande områden i södra Tyskland, västra Slovakien och Polen. Handel med bronsföremål spelade en stor roll och bronser från kulturen nådde även Skandinavien. Úněticekulturen hade en viktig roll vid formandet av bronsåldern i Europa. Uppkomsten  av denna originella och dynamiska kultur och dess befolkning markerar en intressanta tidpunkt i europeisk förhistoria. Úněticekulturen kom att efterföljas av Höggravskulturen.

## Forskningshistoria

### Tjeckien och Tyskland
Úněticekulturen (ibland Aunjetitzer) är uppkallad efter en upptäckt som gjorde 1879 av ett gravfält i Böhmen med över 50 inhumationer (kroppsbegravningar) . Det var den tjeckiske kirurgen och amatörarkeologen Čeněk Rýzner (1845–1923) som hittade platsen på  Holý Vrch, en backe med utsikt över byn Únětice. . Ungefär samtidigt grävdes den första gravplatsen från kulturen i södra Mähren i Měnín av A. Rzehak. 
Efter dessa första upptäckter hittades många fler platser, främst gravfält, band dessa Němčice nad Hanou upptäckt 1926 och platser nära Prag, Polepy  grävt 1926–1927 och Šardičky 1927. I Tyskland grävdes redan 1877 en furstegrav i Leubingen av F. Klopfleisch. Han daterade graven felaktigt till Hallstattkulturen under järnåldern. Under de följande åren på 1800-talet hittades ett kluster av platser för Úněticekulturen i centrala Tyskland vid Baalberge, Helmsdorf, Nienstädt, Körner, Leubingen, Halberstadt, Klein Quenstedt, Wernigerode, Blankenburg och Quedlinburg. Schumacher definierades de lokala grupperna Adlerberg- och Straubing 1918. 

### Schlesien
I Schlesien var arkeologen Hans Seger (1864–1943) den som först studerade Úněticekulturen. Seger upptäckte flera viktiga platser för kulturen och gjorde viktiga utgrävningar på platser i Schlesien, i nuvarande Polen som Przecławice. Han sammankopplade material från Böhmen med liknande material i Nedre Schlesien. I Polen gjordes de första utgrävningarna vid det viktiga gravfältet Łęki Małe av Józef Kostrzewski 1931, men de stora arkeologiska upptäckter på denna plats gjordes senare 1953 och 1955. 1935 publicerade Kostrzewski de första uppgifterna och fynden av Iwnokulturen i västra Polen, en annan bronsålderskultur samtidig med Únětice. 1960 började Wanda Sarnowskas (1911–1989) utgrävningar i Szczepankowice nära Wrocław, sydvästra Polen, där en ny grupp vagnsgravar grävdes fram. 1969 publicerade Wanda Sarnowska en ny monografi om Úněticekulturen där hon katalogiserade, analyserade och beskrev  373 kända Únětice-platser i Polen.

### Kronologi och  historiskt inflytande
Det första enhetliga kronologiska systemet (relativ kronologi)  introducerades av Moucha 1963.  Han baserades systemet på en typologi av keramik och metallföremål för Úněticekulturen i Böhmen. Detta kronologiska system var indelat i sex faser och var utarbetat för de bohemiska grupperna i Úněticekulturen. Det anpassades senare till Polen och Tyskland. Úněticekulturen har  under 2000-talet alltmera betraktats som ett alleuropeiskt kulturfenomen. Dess inflytande täckte stora områden i Europa på grund av intensivt handelsutbyte, med Únětice-keramik och bronsartefakter som hittats från Irland till Skandinavien, från den italienska halvön till Balkan. En sådan utbredd kultur kan vara uttryck för en  gemenskap av spridda, sena indoeuropeiska språk. De kan ha varit protospråk för de italokeltiska, germanska och möjligen baltoslaviska grupperna. Mellan 'dessa språk utbyttes ofta ord, och de hade också ett gemensamt ordförråd, särskilt delades regionala gemensamma ord (isoglosser).

## Redskap av metall

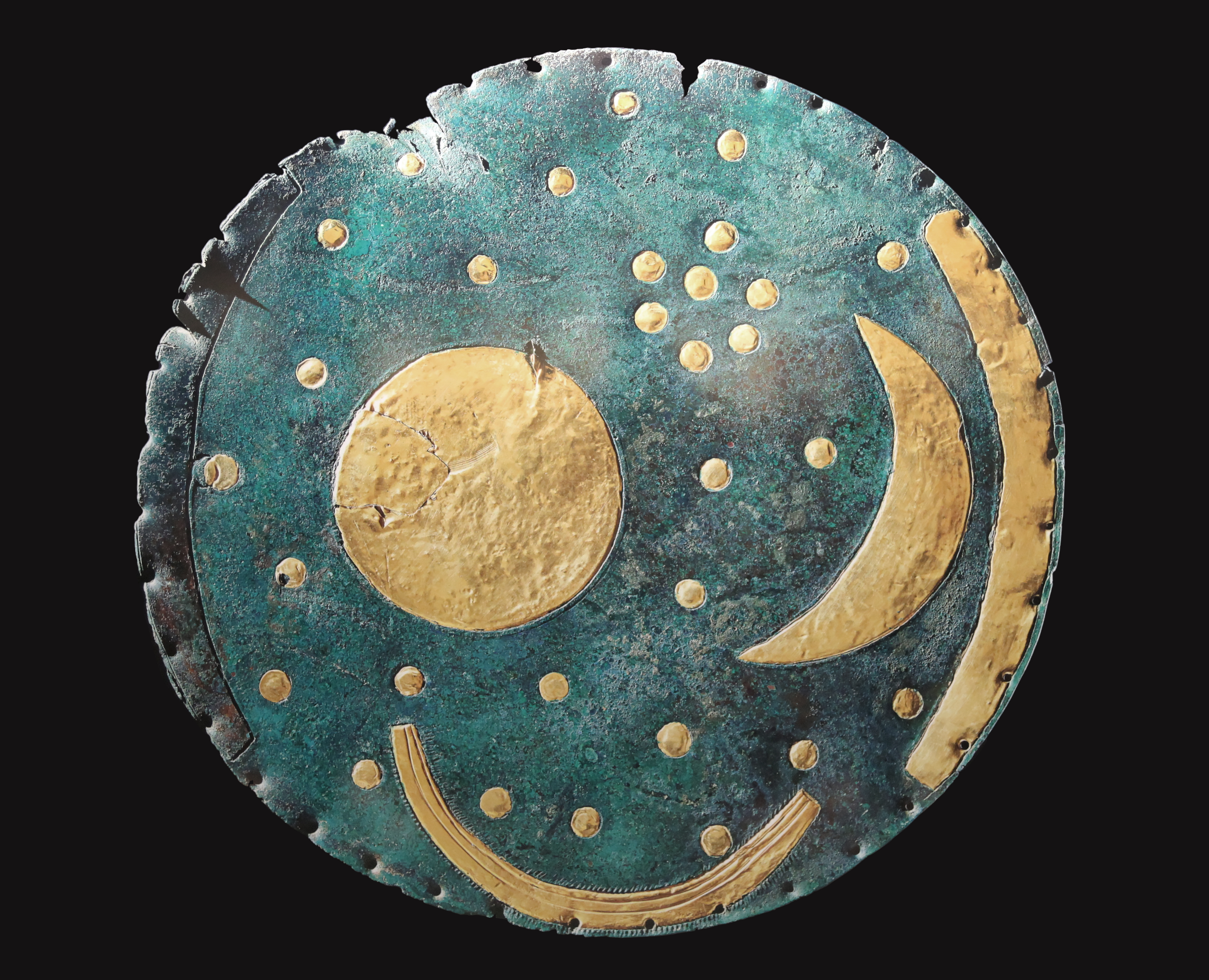
Himmelsskivan i Nebra upptäckt i Sachsen Anhalt, Tyskland, tidig bronsålder, 1800-1600 BC

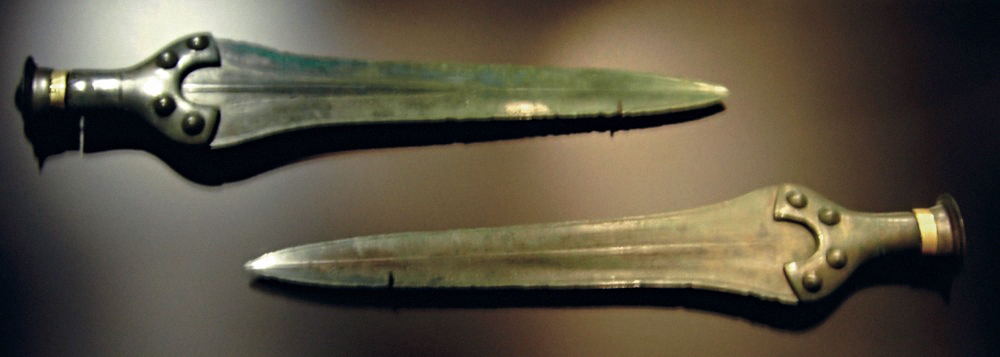
Bronsålderssvärd

Únětice-kulturen ledartefakter år metalltackor, platta yxor, platta triangulära dolkar, armband med spiraler i ändarna, nålar formade som en paddel och ringar. Dessa föremål handlades och spreds över ett stort område i Centraleuropa och ännu längre bort som England och Skandinavien.
I förrådshus har över sexhundra föremål. Lager med yxor har varit vanliga. I ett magasin i Dieskau  i Sachsen hittades 293 yxor. Efter omkring 2000 f.Kr har traditionen med ha så stora lager försvunnit och den återkommer först i den urnefältkulturen. Förråden har tolkats som förvaring för kringresande bronshandlare, eller ackumulerade rikedomar som har gömts för fiender. Andra tolkar det som gåvar till gudarna. De Arkeologiska fynd tyder på att kulturens produktion var inriktad på att producera vapen och ornament som statussymboler för en överklass snarare än för storskalig vapenproduktion för stora krigargrupper. Ett fenomen som utvecklades mycket senare. Den berömda Himmelsskivan i Nebra har placerats i Úněticekulturen då den hittades med typiska koppardolkar från kulturen.

## Begravningar
Vid begravningar begravdes de döda okremerade i flatmarksgravar med böjda ben och armar, liggande på sidan, orienterade syd-nord eller nordost-sydväst. Män placerades oftast på vänster sida och kvinnor på höger sida. En del grupper i kulturen använde urholkade trästock som kistor. Även stenkistor har hittats, främst i den västra delen av Unetice-området vid Rhen, Singen och Ries. Män begravdes ofta med triangulära dolkar gjorda av koppar, pilspetsar av flinta, handledsskydd av sten och keramik. Kvinnogravar har haft gåvor som nålar av ben eller koppar, spännen, armringar av ben, armband med spiralformade ändar och ringar. Det största kända gravfältet i Tyskland hittades i Singen och hade 96 gravar. En begravningsplatsen i Remseck-Aldingen (Neckar-gruppen) bestod av 34 gravar. Några furstegravar från denna period vid Łęki Małe, Leubingen, Helmsdorf har daterats till omkring f.Kr 2000 och 1800 f.Kr. De visar ett redan skiktat samhälle med en överklas. I Leubingen täcktes graven av en gravhög som var 8,5 meter hög. Den innehöll en kammare byggd av trä och formad som ett tält. Graven hade två gravar och gravgåvor av guld.

## Handel
Únětice-kulturen hade vidsträckta handelsförbindelser bland annat med Wessex-kulturen i England. Metallsmederna i Únětice-kulturen använde mestadels ren koppar, ibland legeringar med arsenik, antimon och tenn för att producera olika typer av brons. Brons blev vanligt först under de följande perioderna. Gravfältet i Singen är ett undantag för där hittades dolkar med hög halt av tenn (upp till 9%). De dolkar kan ha tillverkats i England, där några rika gravar med bronser från den här tiden har hittats. Irländskt tenn handlades  i stora mängder, ett gyllene halsband (lunula) av irländsk tillverkning har hittats i Butzbach i Hessen i Tyskland. Bärnsten var också en viktig handelsvara redan nu.

## Bosättning och spridning
Bosättningar som kallas  "sophögsbostäder", varav Siedlung Forschner vid sjön Federsee i södra Tyskland är ett exempel. Timret i palissaden där har dendrokronologiskt daterats till 1767 f.Kr.-1759 f.Kr. Husen var 8 gånger 4 meter stora. I södra Tyskland användes oftare långhus med två sidorum som kunde vara upp till 50 meter långa och 5 meter breda.
Bägare i keramik som hittats i gravar, särskilt inom Adlerberg-gruppen, var typiska för Únětice-kulturen. Keramiken antyder en koppling till trattbägarkulturen, också på grund av fynd av benknappar med V-formade knapphål, pilspetsar och handledsskydd av sten. Kulturen omfattade olika grupper som Adlerberg, Straubing, Singen, Neckar-Ries och Oberrhein i Tyskland, Unterwölbling i Österrike, Hatvan och Nagyrév i Ungern, Nitra och Kost'any i Slovakien och Trzciniec i Polen. I norra Tyskland, Nederländerna och övriga Polen var sena neolitiska kulturer fortfarande dominerande. I Norden dominerade stridsyxkulturen. De olika Únětice-grupperna i Tyskland  av var bara delvis isolerade områden, och fynden tyder på kopplingar. Kulturen förändrades från väster och med influenser från den franska Rhônekulturen.

## Úněticekulturen i Polen
Dalia Anna Pokuttas avhandling Population Dynamics, Diet and Migrations of the Únetice Culture in Poland är en monografi över Úněticekulturen i Polen, med fokus på områdena i nedre Silesia  i sydvästra Polen. Avhandlingen har arbetat med bioarkeologiska och paleodemografiska metoder. Avhandlingen presenterar Úněticekulturens demografi och källmaterialet studeras genom resultaten av isotopanalyser av mänskliga benfynd som har kunnat daterats till tidig bronsålder  tiden 2200-1600 f kr. 
Avhandlingens åtta kapitel behandlar Úněticekulturens områden i Polen och Centraleuropa ur ett arkeologiskt perspektiv. Underlaget utgörs av mänsklioga kvarlevor varför  begravningsritualer, gravfält, distribution, kvalitet och kvantitet av skelettdelar från människa diskuteras. Sedan presenteras flera fyndplatser i regionen Silesia både geografiska lägen och kronologiskt. Metodbeskrivningen av isotopanalyser specifikt kolisotoper, kväveisotoper och strontiumisotoper studeras. 
Andra kapitel i avhandlingen behandlar den tidiga bronsålderns livsstil, tidens medicinska kunnande, sjukdomar, sysselsättningar. Även undergrupper i det förhistoriska Silesa studeras med indelningar äverklassen(adel), barn och gamla. Studien ger upplysningar om människornas diet och matens sammansättning vilket är resultat av kolisotoper som ger information om födan kom från landbaserat föda eller från marina miljöer medan kväveisotoper ger information om maten var animalisk eller vegetabilisk. Förflyttningar, den mänsklig migration och rörelse inom territoriet i det förhistoriska Centraleuropa, kan studeras med hjälp av strontiumisotoper. Migrationens påverkan samhället i Úněticekulturen  studeras vad gäller den metallurgiska utvecklingen och handeln. Slutligen diskuteras hur samhället styrdes och den kollektiva identiteten inom befolkningen.
Befolkningen var mycket rörlig under den tidiga bronsåldern i Silesia, sydvästliga området i Polen. Avhandlingen har kunnat konstatera att en ung man trolgen född i Skåne, för 3800 år sedan reste över 90 mil söderut till Wroclaw i Polen. Han dog en våldsam död där ihjälslagen av bönder från Úněticekulturen. En orsak kan vara romantisk. Två lokala kvinnor dödades tillsammans med honom. Denna kärlekshistoria från bronsåldern är den äldsta kända svensk-polska kontakten i historien. Synen på bronsåldern har förändrats på senare tid. Himmelsskivan i Nebra i Tyskland har gett liv åt vad man anser vara  ett större alleuropeiskt kulturellt fenomen, spritt över Europa mellan det tredje och det andra årtusendet f.Kr. Studien av Úněticekulturen var en del av ett internationellt samarbete mellan flera europeiska universitet. Programmet kallades Forging Identities: The Mobility of Culture in Bronze Age Europé. Avhandlingen var det största projektet som undersökt isotoper som genomförts i Polen. Hundratals prover analyserades, inte bara från människor utan även ben från djur. Studien har särskilt studerat femtio döda människor. Deras berättelse från början av bronsåldern berättar om ett samhälle i det förflutna och deras invånare. En av avhandlingens slutsatser är att det fanns en mycket hög grad av territoriell rörlighet hos den den förhistoriska befolkningen i Silesia, med invandrare från Tyskland, Tjeckien, Ungern och Sverige. Studien bekräftar förändringar i det europeiska jordbruket runt år 2 000 f.Kr. med införandet av gödsling i stor skala. Bioarkeologin ger möjligheter att skriva livshistorier behandlande de människorna som formade samhället: astronomer, bronsgjutare, bönder, handelsmän och vagnmakare var människor som förändrade bronsålderns samhälle.